# Канченджанга
Канченджа́нга (Канчинджунга; англ. Kangchenjunga; тиб. གངས་ཆེན་མཛོད་ལྔ, Вайли: Gangs chen mdzod lnga; непальск. कञ्चनजङ्घा (Kañcanjaṅghā); хинди कंचनजंघा (Kañcanjaṅghā); лимбу सेवालुन्ग्मा (Sewalungma)) — горный массив в Гималаях. Главная вершина массива — Канченджанга Главная (8586 м) — третий по высоте восьмитысячник мира. Высшая точка Индии.

## География
Горный массив Канченджанга находится в Гималаях, на границе Непала (район Тапледжунг) и Индии (штат Сикким). Состоит из 5 вершин, 4 из которых превышают 8 км:
| № | Вершина                               | Высота, м |
| - | ------------------------------------- | --------- |
| 1 | Канченджанга Главная                  | 8586      |
| 2 | Канченджанга Южная                    | 8491      |
| 3 | Канченджанга Центральная              | 8478      |
| 4 | Канченджанга Западная, или Ялунг-Канг | 8505      |
| 5 | Кангбачен                             | 7902      |

На восточном склоне массива Канченджанга с высоты 5000 м на северо-восток сползает ледник Зему, крупнейший ледник Восточных Гималаев. Здесь берёт свой исток река Тамур.
Горный массив Канченджанга частично входит в состав национального парка «Канченджанга» (штат Сикким, Индия).

## Этимология

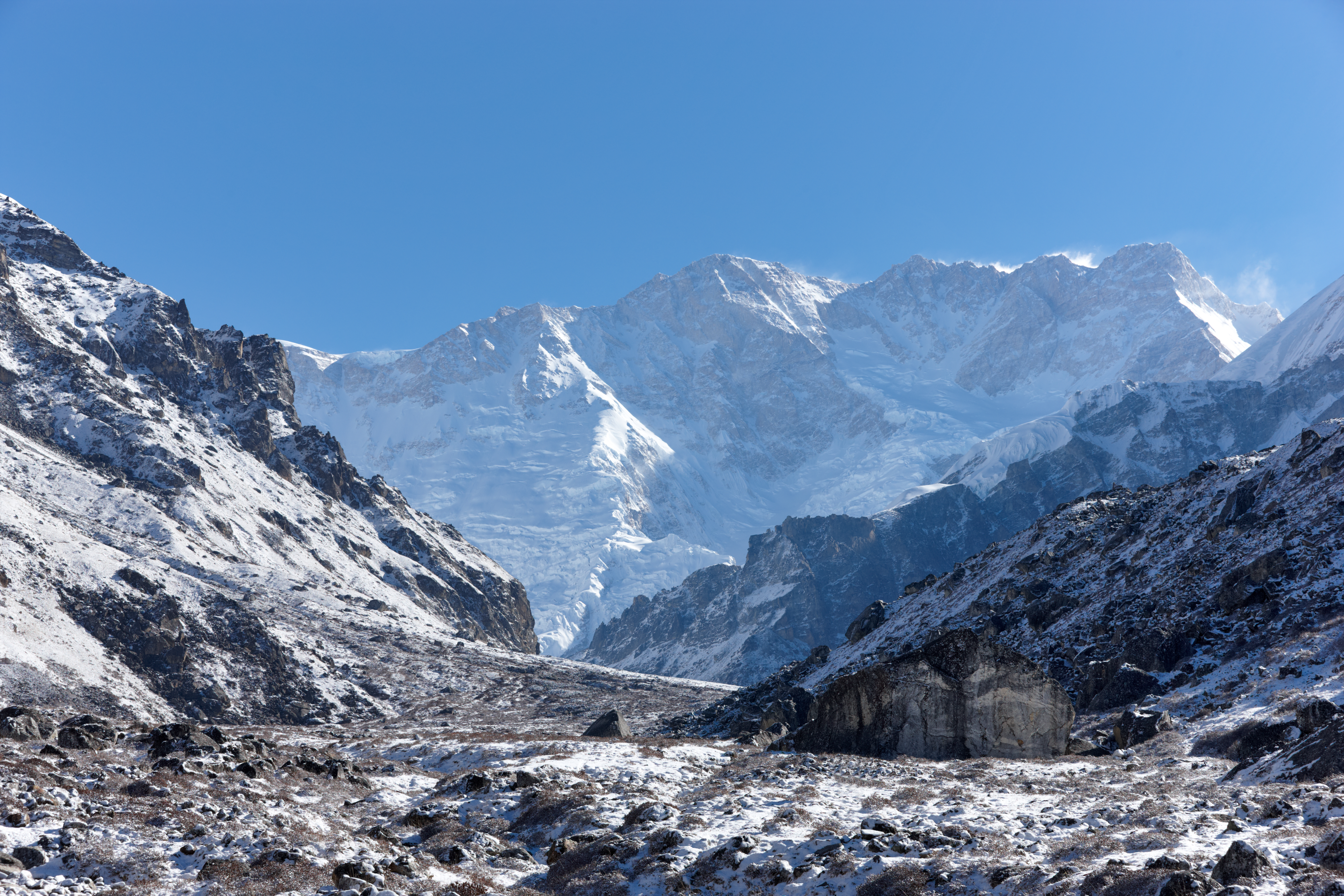
Вид на Канченджангу со стороны южного базового лагеря (Непал). Видны все 4 вершины массива.

Название «Канченджанга» означает «Пять сокровищ великих снегов», так как горный массив состоит из 5 вершин. Джузеппе Туччи приводит такой перечень сокровищ, дающих свои названия вершинам:
- соль
- золото и бирюза
- священные книги и богатство
- оружие
- зерно и лекарство[3]

## История
Канченджанга хорошо видна из Дарджилинга, поэтому известна с давних времён. До 1852 года она считалась высочайшей горой мира, однако расчёты, выполненные после экспедиции 1849 года в рамках Великого тригонометрического исследования, показали, что высочайшей вершиной является Эверест (8848 м), а Канченджанга (8586 м) является третьей по высоте вершиной.

## Альпинизм
Первое успешное восхождение было совершено 25 мая 1955 года участниками британской экспедиции под руководством Чарлза Эванса Джорджем Бэндом и Джо Брауном. На следующий день на вершину взошли Норман Харди и Тони Стритер.
На Канченджангу проложено 11 различных маршрутов восхождения (не учитывая вариант Бюлера 1988 года).

### Хронология восхождений
- 1905 — Первая экспедиция на Канченджангу под руководством Алистера Кроули с юго-запада со стороны ледника Ялунг. Закончилась неудачно, была достигнута высота 6200 м.
- 1929 — Немецкая экспедиция Мюнхенского академического альпклуба[нем.] под руководством Пауля Бауэра с участием Петера Ауфшнайтера со стороны Сиккима по северо-восточному гребню достигла высоты 7400 м и повернула назад из-за пятидневного шторма.
- 1930 — Неудачная попытка восхождения с северо-запада (со стороны ледника Канченджанга) международной экспедиции под руководством Г. О. Диренфурта. Достигнута высота 6400 м.
- 1931 — Вторая немецкая экспедиция под руководством Пауля Бауэра с участием Петера Ауфшнайтера поднимается по северо-восточному отрогу (маршрут 1929 года) до высоты 7700 м, но поворачивает назад из-за технических трудностей на верхней части гребня.
- 1955 — Джо Браун и Джордж Бэнд[англ.], участники английской экспедиции[англ.] под руководством Чарлза Эванса, впервые достигли Главной вершины 25 мая, а 26 мая вслед за ними поднялись Норман Харди[англ.] и Тони Стритер[англ.]. Восхождение было осуществлено с юго-запада (со стороны ледника Ялунг).
- 1973 — Японская экспедиция совершает первое восхождение на Ялунг-Канг[англ.] (Западную вершину).
- 1974 — Польская экспедиция совершает первое восхождение на пик Кангбачен[англ.].
- 1977 — Индийская экспедиция совершает второе успешное восхождение на Главную вершину и первое со стороны Сиккима (по маршруту немецких экспедиций 1929 и 1931 годов).
- 1978 — Польская команда совершает успешное восхождение на Южную вершину (Канченджанга II).
- 1982 — Райнхольд Месснер успешно доходит до вершины.
- 1983 — Пьер Бегин совершает первое соло-восхождение без использования дополнительного кислорода.
- 1986, 11 января — польские альпинисты Кшиштоф Велицкий и Ежи Кукучка совершили первое зимнее восхождение.
- 1989 — участники Второй советской гималайской экспедиции (руководитель — Эдуард Мысловский) совершили первый траверс всех четырёх вершин массива. В состав экспедиции входили 22 альпиниста, всего в её ходе было совершено 85 человековосхождений на разные вершины. Первыми по классическому маршруту 16 апреля на главную вершину поднялись Казбек Валиев, В. Дедий, Г. Луняков, В. Сувига, 3. Халитов, Л. Трощиненко, А. Глушковский и Ю. Моисеев. Траверс всех четырёх вершин прошли с запада на юг Сергей Бершов, Михаил Туркевич, Евгений Виноградский, Анатолий Букреев и А. Погорелов, а с юга на запад — В. Елагин, Владимир Каратаев, Владимир Балыбердин, Г. Луняков и 3. Халитов[5][6]. В завершение экспедиции 3 мая на Главную вершину поднялись Сергей Ефимов, Н. Черный и шерпа Бабу Чири[англ.].
- 1991 — первое восхождение по юго-западному гребню на Южную вершину осуществили словенцы Марко Презель и Андрей Штремфель (первые лауреаты премии «Золотой ледоруб»)[7][8].
- 1992 — Польская альпинистка Ванда Руткевич, первая женщина, поднявшаяся на К2, погибла при попытке восхождения.
- 1993 — Украинская экспедиция под руководством В. С. Свириденко взошла на Главную вершину по Восточному ребру — второе восхождение со стороны Сиккима. На вершину зашли семь человек — М. Ситник (руководитель восхождения), В. Бойко, А. Серпак, А. Харалдин, В. Терзыул, Д. Ибрагим-Заде, А. Пархоменко[9].
- 1994 — Группа под руководством С. Новикова (Белоруссия) в составе: И. Вяленкова, Л. Лозовский, В. Кульбаченко, А. Дубровский, В. Моисенко, С. Жвирбля, Э. Липень (Беларусь), И. Дмитрова, Б. Дмитров (Болгария), Е. Иванова, А. Седов (Россия). Сергей Жвирбля и Екатерина Иванова погибли при сходе лавины; при попытке восхождения погибла Иорданка Дмитрова. На Главную вершину взошёл Виктор Кульбаченко, у которого в результате обморожения были ампутированы фаланги пальцев на левой руке и полпальца на правой.
- 1998 — Джинетт Харрисон (Великобритания) стала первой женщиной, которой удалось достигнуть вершины и спуститься живой.
- 2008 — Герлинде Кальтенбруннер (Австрия) покорила Главную вершину.
- 2009 — Эдурне Пасабан (Испания), Кинга Барановска (Польша) и О Ын Сон (Южная Корея) достигли Главной вершины.
- 18 мая 2014 года — Испанский альпинист Карлос Сория (Carlos Soria) в свои 75 лет стал самым старым альпинистом, который поднялся на вершину Канченджанга Главная[10].
- 19 мая 2014 года — Денис Урубко (Казахстан) в составе экспедиции «Kanchenjunga North Face Expedition 2014» поднялся на вершину Канченджанга Главная по новому маршруту по северной стене. До высоты 8350 метров над маршрутом работали: Денис Урубко (Россия), Артем Браун (Россия), Адам Белецкий (Польша), Алекс Тикон (Испания), Дмитрий Синев (Россия). С высоты 8350 метров до вершины 8586 метров Денис Урубко поднимался соло[11].

### Сложности восхождения
Несмотря на общемировую тенденцию снижения смертности при горных восхождениях, в случае с Канченджангой правило нарушается. В последние[какие?] годы количество трагических случаев возросло до 22 % и падать не собирается.
В Непале существует легенда, что Канченджанга — гора-женщина, и она убивает всех женщин, которые пытаются подняться на её вершину. Единственной женщиной, которой удалось подняться на вершину и спуститься обратно, долгое время была британская альпинистка Джинетт Харрисон, покорившая Главную вершину в 1998 году. Через полтора года она погибла во время восхождения на Дхаулагири.

## Канченджанга в культуре
Канченджанга была одной из любимых тем в живописи русского гуманиста, мыслителя, философа и живописца Николая Рериха.
Восхождение на Канченджангу описано в романе Станислава Лема «Астронавты» (1950).